# 巴菲·圣玛丽

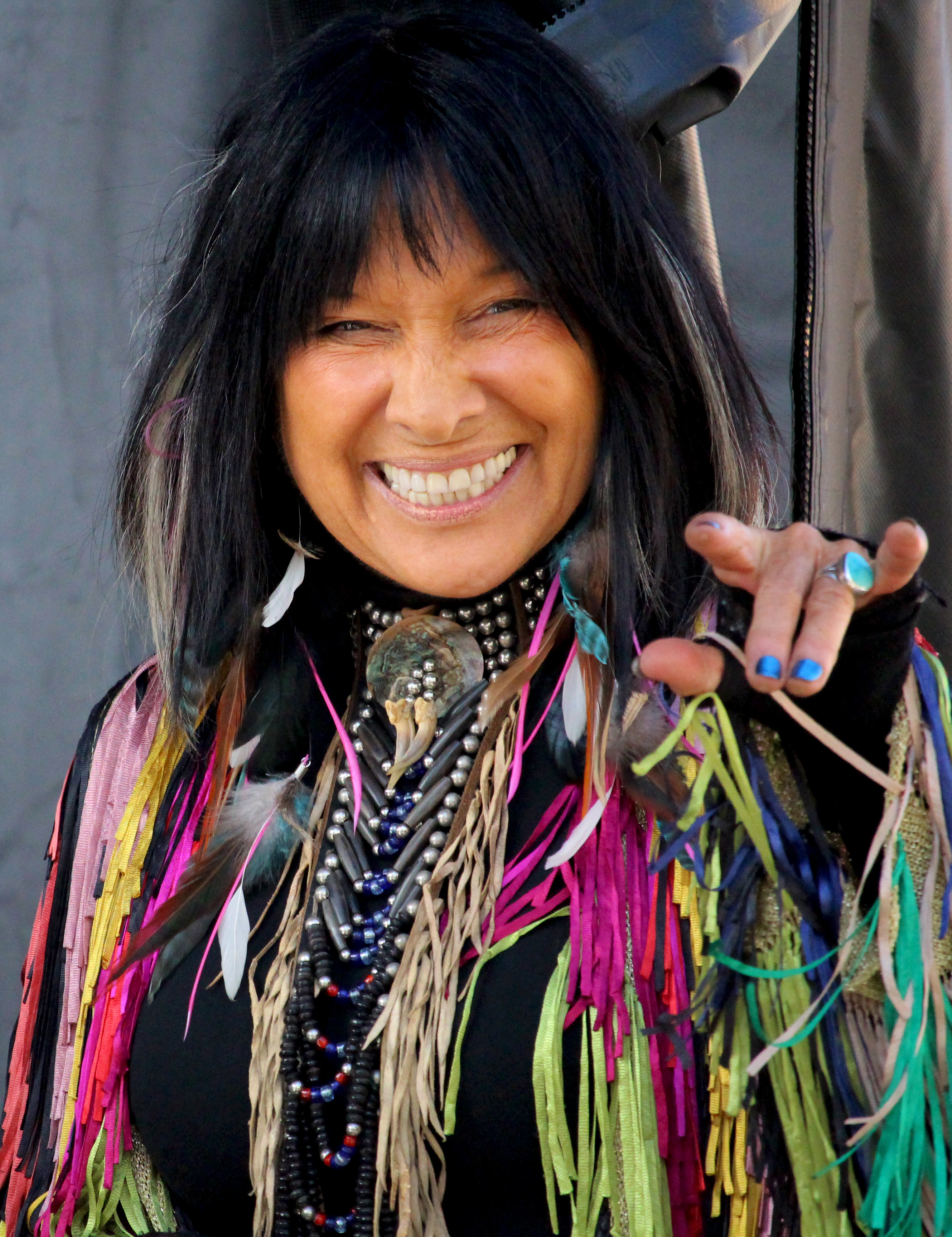
巴菲·圣玛丽

巴菲·圣玛丽（英語：Buffy Sainte-Marie；1941年2月20日—），本名贝弗利·吉恩·桑塔玛丽亚（Beverley Jean Santamaria），是一位美国创作歌手、音乐家和社会活动家。
1983年，她與他人一起为电影《軍官與紳士》创作的歌曲獲評第55届奥斯卡金像奖奥斯卡最佳原创歌曲奖。这首歌曲还斬獲同年的金球獎最佳原創歌曲。
自1960年代初以来，圣玛丽一直声称自己有加拿大原住民血统，但CBC新聞在2023年指出，她生於美国，根本沒有加拿大原住民血統，她倒是具有意大利和英国血统。此後一些原住民音乐家和组织呼吁撤销她获得的奖项。2025年，包括加拿大勋章、朱諾獎在內的圣玛丽曾獲得的多项奖项和荣誉被撤销。